# Кабель категории 6
Кабель категории 6 (англ. Cat 6) — класс симметричных кабелей связи для цифровых систем передачи, применимый для Gigabit Ethernet и для других сетевых физических уровней.  Имеет обратную совместимость со стандартами Cat 5/5e и Cat 3. По сравнению с Cat 5 и Cat 5e, имеет более строгие технические характеристики для перекрёстных помех и системных шумов.
Стандарт кабеля обеспечивает производительность до 250 MHz и он подходит для 10BASE-T, 100BASE-TX (Fast Ethernet), 1000BASE-T/1000BASE-TX (Gigabit Ethernet), и 10GBASE-T (10-Gigabit Ethernet)(55метров).

## Описание
Кабель категории 6 может быть идентифицирован с помощью печати на оболочке кабеля.
Коммутационные кабели категории 6, как правило, оборудованы модульным разъемом 8P8C.
Разъёмы используют разводку выводов типа T568A или T568B, обычно оба конца кабеля разводятся одинаково.
| Пин | T568A Пара | T568B Пара | Проводник | T568A Цвет             | T568B Цвет             | Пины на разъеме |
| --- | ---------- | ---------- | --------- | ---------------------- | ---------------------- | --------------- |
| 1   | 3          | 2          | tip       | бело-зеленая полоса    | бело-оранжевая полоса  |                 |
| 2   | 3          | 2          | ring      | сплошной зелёный       | сплошной оранжевый     |                 |
| 3   | 2          | 3          | tip       | бело-оранжевая полоса  | бело-зеленая полоса    |                 |
| 4   | 1          | 1          | ring      | сплошной синий         | сплошной синий         |                 |
| 5   | 1          | 1          | tip       | бело-синяя полоса      | бело-синяя полоса      |                 |
| 6   | 2          | 3          | ring      | сплошной оранжевый     | сплошной зелёный       |                 |
| 7   | 4          | 4          | tip       | бело-коричневая полоса | бело-коричневая полоса |                 |
| 8   | 4          | 4          | ring      | сплошной коричневый    | сплошной коричневый    |                 |

## Кабель категории 6А
Новейший стандарт от TIA для повышенных стандартов производительности для кабельных сетей с витой парой был определён в феврале 2009 года в ANSI/TIA-568-C.1. В то время как кабель категории 6 имеет уменьшенную максимальную длину при использовании 10GBASE-T, кабель категории 6А (Augmented Category 6) характеризуется частотой до 500 MHz и имеет улучшенные характеристики перекрёстных помех, позволяя 10GBASE-T работать на той же самой 100-метровой дистанции так же, как и предыдущие варианты Ethernet.
Глобальный стандарт укладки кабеля ISO/IEC 11801 был расширен путём добавления поправки. Эта поправка определяет новые спецификации для компонентов Cat 6A и постоянных соединений Class EA. Эти новые спецификации Cat 6A/Class EA требуют нового поколения коммутационного оборудования, предлагающего намного лучшую производительность в сравнении с продуктами, основанными на стандарте American TIA.

## Максимальная длина
При использовании 10/100/1000BASE-T максимально допустимая длина кабеля Cat 6 составляет 100 метров. Она состоит, например, из 90 метров «магистрального» кабеля между коммутационной панелью и розеткой, плюс 10 метров соединительного кабеля между розеткой и оконечным устройством.